# Whitfield, Northamptonshire
Whitfield är en civil parish i Storbritannien. Den ligger i grevskapet Northamptonshire i riksdelen England, i den södra delen av landet, 90 km nordväst om huvudstaden London. Antalet invånare är 215.